# Кирилово (област Ямбол)
 За другото българско село вижте Кирилово (Област Стара Загора).  
Кирилово е село в Югоизточна България. То се намира в община Елхово, област Ямбол.

## География
Намира се на около 5 километра северно от град Елхово. Обградено е от обширни полета и земи. Има два язовира: Бояновски и Кириловски. Северно от селото по посока изток-запад тече река Бояновска, а южно в същата посока – река Коюнбунар. И двете се вливат в река Тунджа, която тече на 2.5 km западно от селото. Подходящо е за риболов и за лов, тъй като реката минава през гориста местност, в която дивечът не е рядкост.

## История
Селото съществува от дълбоки незапомнени времена. През турско време името му е било Ени Беѝли (до 1934 г.). Ако се вземат предвид най-ранните османски описи на района от XVI век, може да се съди, че и това селище е било основано от турски заселници от Мала Азия, преселени в Тракия във времето 1365 – 1390 г., при управленията на султаните Мурад I (1362 – 1389) и Баязид I – Йълдъръм (Светкавицата) (1389 – 1402). Османските дефтери от ХVI век посочват Кирилово като селище с изцяло мюсюлманско население.
Първите сведения за селото са под името „Йени беглу“ (споменава се в непубликуван дефтер от ХVI век, без дата, фрагментарно запазен, съхраняван в ОО на НБКМ София под сигнатура Цг 5, а описа на селото е на л. 10а от регистъра). През 1530 г. е описано в дефтера като „Село Йени-бейлю“ от казата „Къзъл-агач“/ Елхово – Истанбул – BOA, TD 370, s.64. През 1652 г. в регистър за джизие, съхраняван в ОО на НБКМ-Сф, под сигнатура ф.79, а.е.755. село Кирилово е посочено под името „Село Йени бейли“ от нахията Манастир на вилаета Едирне (Одрин).
От регистъра за джизието от 1652 г. разбираме също, че към датата на съставянето му в селото освен мюсюлманските домакинства, които като мюсюлмани, естествено неописани в регистъра, вече са живели и 3 български християнски домакинства, посочени като „ханета извън регистъра“. От това следва, че началото на българизацията в селото започва от средата на ХVII век.
В землището му   има няколко чешми и извора. Западно от селото са Иливлия, Горчивата чешма, чешмата до бившата ЖП спирка и Върбанчовото кладенче. Северно в района на старите лозя е Капраловото кладенче. На изток са Сладката чешма, Суйджук и Баирда. Южно от селото е чешмата на Брястите.

## Редовни събития
В първата събота на месец септември се провежда селски събор.

## Личности
Родени
- Иван Стоянов Колев (10.01.1932- 10.10.1993)- филолог, учител, краевед, автор на историята на село Кирилово

- Димитър Яръмов (1942-2003) – български писател
- Георги Стоянов Атанасов 1956г.

Художник, учител, човек на изкуството